# 初台
初台（はつだい）は、東京都渋谷区北部にある町名。

## 概要
現行行政区画名は初台一丁目および初台二丁目。住居表示実施済み区域である。
初台は代々幡地域の代々木地区に属する。これはかつて初台が代々木村の一部であったことに由来し、代々木村が幡ヶ谷村と合併し代々幡村となった後は村役場や代々幡警察署、代々幡郵便局が当地に置かれるなど、代々幡地域の中心として位置づけられていた。渋谷区になった後も「代々木初台町」として代々木地区の一角を占めていたが、1961年の町名地番整理によって初台一丁目・初台二丁目に地名を変えて現在に至る。
北部の甲州街道周辺は、隣接する西新宿と一体の中心業務地区となっており高層ビルが立ち並ぶ。しかし、北部を除けば大半が閑静な住宅街であり、初台駅前には商店街が存在する。新宿が徒歩圏内であり、複数の鉄道路線（京王線・小田急小田原線・東京メトロ千代田線）が利用できる好立地であること、近隣に代々木公園や玉川上水緑道など自然が多いことから人気の住宅街となっており、マンションや一戸建てが多い。
初台駅北側にある東京オペラシティや新国立劇場は初台界隈のランドマークであるが、東京オペラシティは新宿区西新宿に、新国立劇場は渋谷区本町にあり当地には所在しない。初台駅周辺は再開発が計画されており、今後景観が変わることが予想される。

## 地理

### 隣接地域
町域北端の一部は新宿区（西新宿）との区境に当たる。町域の北部は甲州街道を境に渋谷区本町に、東部は山手通りを境に渋谷区代々木に接している。町域の西から南西にかけては渋谷区西原に接し、南端は渋谷区元代々木町に接する。

### 地形
全域が武蔵野台地上にあるが、南西側(西原側）及び南東側(代々木側）は浅い谷になっている。これは宇田川の支流（初台川および河骨川）が流れていたものであるが、現在では川は暗渠化されている。

### 地価
住宅地の地価は、2025年（令和7年）1月1日の公示地価によれば、初台2-8-6の地点で118万円/m2となっている。

### 文化

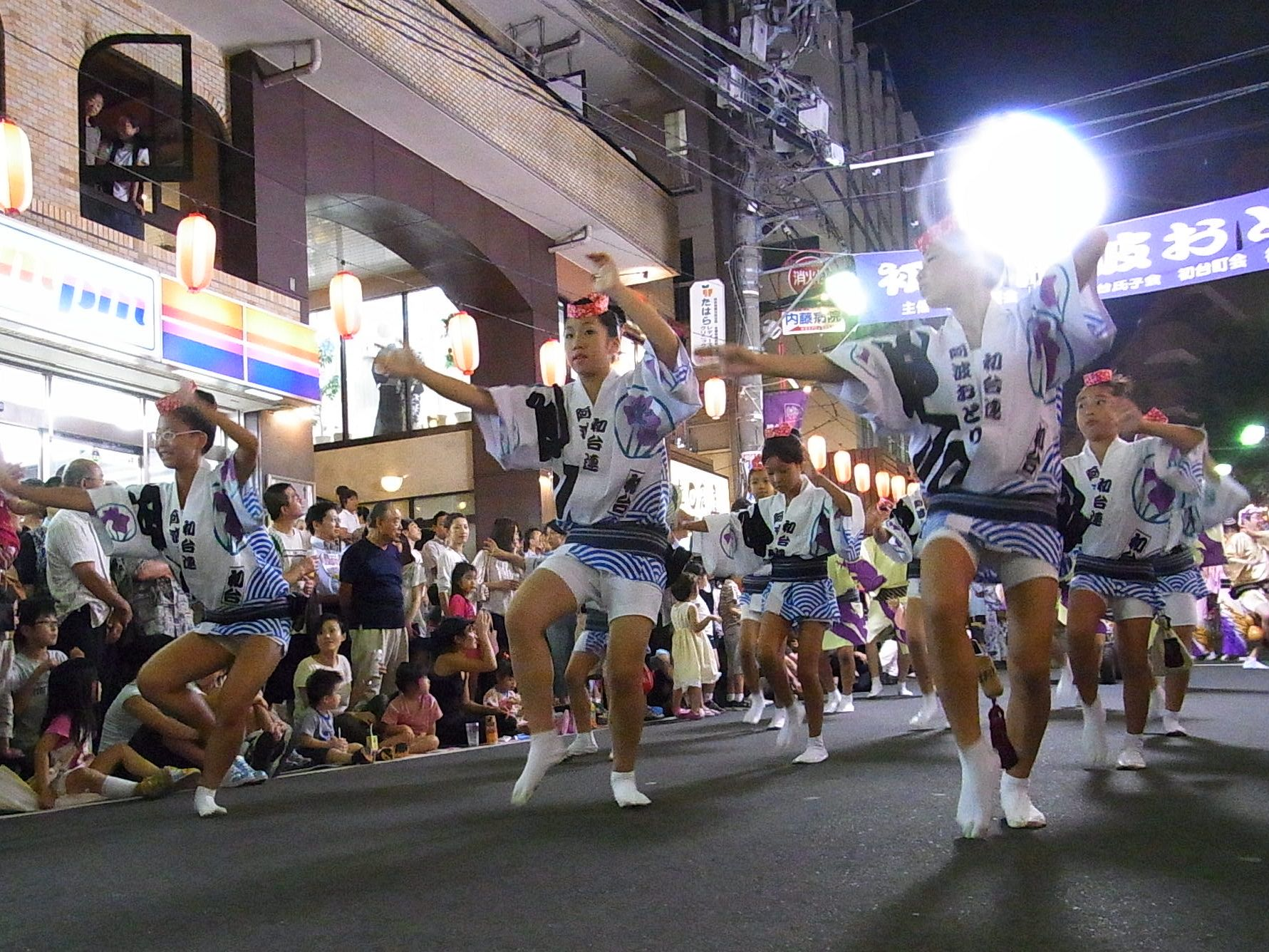
初台阿波踊り大会／2010年（平成22年）の様子。

- 初台阿波踊り大会

1970年（昭和45年）9月22～23日に初めて催された初台の阿波踊り（cf. 阿波踊り#各地の阿波踊り）。以来、毎年同日に開催されている。2020年（※予定：令和2年）の50周年大会を間近に控える。

#### 地域ゆかりの著名人
- 田山花袋 - 明治・大正時代の小説家。一時期、居住していた。
- 金子修介 - 映画監督。初台出身。

## 世帯数と人口
2024年（令和6年）12月1日現在（渋谷区発表）の世帯数と人口は以下の通りである。
| 丁目       | 世帯数    | 人口    |
| ---------- | --------- | ------- |
| 初台一丁目 | 2,974世帯 | 4,761人 |
| 初台二丁目 | 2,273世帯 | 3,989人 |
| 計         | 5,247世帯 | 8,750人 |

### 人口の変遷
国勢調査による人口の推移。
| 年                 | 人口  |
| ------------------ | ----- |
| 1995年（平成7年）  | 5,817 |
| 2000年（平成12年） | 6,145 |
| 2005年（平成17年） | 7,104 |
| 2010年（平成22年） | 7,863 |
| 2015年（平成27年） | 8,290 |
| 2020年（令和2年）  | 9,036 |

### 世帯数の変遷
国勢調査による世帯数の推移。
| 年                 | 世帯数 |
| ------------------ | ------ |
| 1995年（平成7年）  | 3,115  |
| 2000年（平成12年） | 3,391  |
| 2005年（平成17年） | 4,038  |
| 2010年（平成22年） | 4,685  |
| 2015年（平成27年） | 4,908  |
| 2020年（令和2年）  | 5,265  |

## 学区
区立小・中学校に通う場合、学区は以下の通りとなる（2023年3月時点）。
| 丁目       | 番地 | 小学校             | 中学校               |
| ---------- | ---- | ------------------ | -------------------- |
| 初台一丁目 | 全域 | 渋谷区立幡代小学校 | 渋谷区立代々木中学校 |
| 初台二丁目 | 全域 | 渋谷区立幡代小学校 | 渋谷区立代々木中学校 |

## 歴史

### 概要
前述の通り初台は代々木地区に属するため、詳細な歴史は代々木の歴史を参照されたい。
ここでは、地名の由来及び初台に関する事項をまとめた年表のみ記す。

### 地名の由来
室町時代後期の太田道灌が、武蔵国豊島郡の代々木村（cf. 藩政村としての代々木村〈武州御料他 代々木村〉および近代行政村としての代々木村〈東京府南豊島郡代々木村〉の前身に当たる自然村・代々木村）に築いた8か所の砦のうち、一の砦（狼煙台）のあった場所が「初台」と呼ばれるようになったとの説がある。また、安土桃山時代の末、土井利勝の弟・土井昌勝の妻で徳川秀忠の乳母でもある初台局（はつだいのつぼね）が天正19年（1591年）に下賜された代々木村内の200石の所領にゆかりがあるとの説もある。天正18年（1590年）徳川家康が江戸城に入ってからも、この辺は江戸の郊外の農村であったとされる。
明治時代、玉川上水のうち、初台を貫流する水域・水路が暗渠化される。これも時期は未確認ながら、暗渠化後の跡地は「初台緑道」として再整備され、現在に到る。

### 年表
- 1882年（明治15年）2月2日 - 代々木村幡ヶ谷村連合村立幡代小学校（現・渋谷区立幡代小学校）が創立。
- 1914年（大正3年）6月11日 - 京王電気軌道（現・京王電鉄）の改正橋駅が開業。
- 1919年（大正8年）9月 - 改正橋駅が初台駅へ改称。
- 1947年（昭和22年）5月5日 - 西原にて、渋谷区立代々木中学校が開校。
- 1970年（昭和45年）9月22～23日 - 初台阿波踊り大会が初開催[6]／代々木八幡宮の例祭日に合わせ、初台商店街主催で地域おこし事業として始められる[6]。その後、毎年開催されて現在に到る。
- 1978年（昭和53年）10月31日 - 初台駅が現在所在地へ移転。

## 交通

### 鉄道
| 街区内の駅               |
| ------------------------ |
| 京王新線 - 初台駅(KO 02) |

かつては初台駅の西側に幡代駅と幡代小学校前駅が存在したが、いずれも終戦前までに廃止されている。
この他、小田急小田原線参宮橋駅・代々木八幡駅、東京メトロ千代田線代々木公園駅が近隣にある。

## 事業所
2021年（令和3年）現在の経済センサス調査による事業所数と従業員数は以下の通りである。
| 丁目       | 事業所数  | 従業員数 |
| ---------- | --------- | -------- |
| 初台一丁目 | 399事業所 | 7,311人  |
| 初台二丁目 | 91事業所  | 1,144人  |
| 計         | 490事業所 | 8,455人  |

### 事業者数の変遷
経済センサスによる事業所数の推移。
| 年                 | 事業者数 |
| ------------------ | -------- |
| 2016年（平成28年） | 460      |
| 2021年（令和3年）  | 490      |

### 従業員数の変遷
経済センサスによる従業員数の推移。
| 年                 | 従業員数 |
| ------------------ | -------- |
| 2016年（平成28年） | 6,732    |
| 2021年（令和3年）  | 8,455    |

## 主な施設

### 公共施設
- 渋谷区立幡代小学校
- 初台緑道

正式名称は玉川上水旧水路初台緑道。初台駅から幡ヶ谷駅までの間を流れていた玉川上水旧水路の上を整備した遊歩道。全長18キロメートル。緑道沿いには桜並木がある。初台駅寄りの一部は区立公園になっている。

### 商業施設
- オーケー 初台店

## その他

### 警察・消防
本町に所在する代々木警察署および神南に所在する渋谷消防署の管轄下にある。

### 日本郵便
- 郵便番号 : 151-0061[3]（集配局 : 代々木郵便局[18]）。